# Пенский, Олег Геннадьевич
Пе́нский Оле́г Генна́дьевич (род. 6 апреля 1959, Пермь, СССР) — российский математик, изобретатель,  доктор технических наук, профессор кафедры механики и математического моделирования Пермского университета. Разработчик нового класса строительной техники, основанной на использовании модернизированных боевых артиллерийских орудий. Создатель математической теории роботов — психологических аналогов человека.

## Биография
В 1981 году окончил механико-математический факультет Пермского университета. Ученик проф. В. В. Маланина.
С 1981 по 1983 год — ассистент кафедры прикладной математики Пермского университета.
С 1984 по 1986 год — заместитель командира роты в рядах Советской армии.
С 1986 по 1987 год — конструктор специального конструкторского бюро завода им. Ленина (г. Пермь).
С 1988 по 2005 год — ведущий программист вычислительного центра ПГУ. С 1997 года — кандидат технических наук (диссертация «Математическое моделирование процесса выстрела при заглублении в грунт строительных элементов из артиллерийских орудий»).
С 2006 по 2007 год — доцент кафедры прикладной математики и информатики, с 2009 года по настоящее время — профессор кафедры процессов управления и информационной безопасности Пермского университета (с 2017 года — кафедра механики и математического моделирования). В 2008 году был признан лучшим изобретателем Пермского университета.
С 2008 года — доктор технических наук (диссертация «Математическое моделирование динамики вдавливания недеформируемых тел в сплошную среду из импульсно-тепловых машин». С 2010 года является руководителем аспирантуры по специальности 05.13.18 —  математическое моделирование, численные методы и комплексы программ. В 2018 году присвоено учёное звание профессора по специальности «Математическое моделирование, численные методы и комплексы программ».
С 2011 по 2018 год — главный редактор и член международного редакционного совета научного журнала «Вестник Пермского университета. Математика. Механика. Информатика». Учёный секретарь комиссии по награждению медалью им. А. А. Фридмана Пермского университета «За фундаментальные разработки и перспективные исследования».
Был женат на математике Марианне Яновне Пенской (урождённой Лумельской), от этого брака — двое сыновей (Михаил и Юрий).

## Научная деятельность
Получил известность как разработчик нового класса строительной техники, основанной на использовании модернизированных боевых артиллерийских орудий Созданные строительные артиллерийские орудия успешно использовались при обустройстве нефтяных месторождений Западной Сибири и Среднего Урала.
Разработал математическую теорию роботов — психологических аналогов человека, включающую, в том числе, решение задач безопасности робототехнических систем для самого человека. По этой теме прочитал курс лекций студентам Оксфордского университета. Монографию «Гипотезы и алгоритмы математической теории исчисления эмоций» высоко оценил Архивная копия от 21 августа 2018 на Wayback Machine профессор Калифорнийского университета В. А. Лефевр.
Подготовил несколько кандидатов наук.
О. Г. Пенский —  автор и постоянный ведущий научно-популярного интернет-журнала «Цифровой университет».
Идеи О. Г. Пенского успешно воплощают в своих изобретениях его ученики: Е. Н. Остапенко, развивающая теорию многоствольных артиллерийских строительных систем, А. В. Черников с теорией импульсного вдавливания свай в донный грунт водоёмов с помощью артиллерийских орудий, К. В. Черников, развивающий теорию эмоциональных роботов с неабсолютной памятью, В. О. Михайлов с проектом эмоционально-дружественных мобильных устройств. Был соруководителем успешно защищённой диссертации PhD по математическому моделированию в Норвегии.
Автор книг: «Сопряженные модели динамики импульсно-тепловых машин и проникания недеформируемых тел в сплошную среду» (2007, в соавт.), «Основы математической теории эмоциональных роботов» (2010, в соавт.).
В 2017 году стал победителем международного конкурса преподавателей вузов «Формирование компетенций в профессиональном образовании» в номинации «Технические науки».
В 2018 году Российская академия естествознания присвоила О. Г. Пенскому почётное звание «Основатель научного направления».
Профессор Калифорнийского университета В. А. Лефевр дал хороший отзыв о монографии «Гипотезы и алгоритмы математической теории исчисления эмоций»:
Книга, которую написал профессор Пенский вместе со своими учениками, представляет поэтому значительную ценность. В ней приведено математическое моделирование эмоций. Книгу отличает высокая математическая культура и серьезное знание психологии. Хорошо бы, чтобы идеи, изложенные в книге, нашли свое дальнейшее развитие.
Профессор университета имени Бен-Гуриона А. В. Дубинский, обозревая российские и зарубежные работы, связанные с созданием строительных артиллерийских орудий, особо отмечал вклад О. Г. Пенского
Фактическим координатором работ, внося также весомый личный вклад в создание новых образцов на основе разработанных математических моделей, является доктор технических наук, профессор О.Г. Пенский, индивидуально и в соавторстве с коллегами и аспирантами опубликовавший более 40 печатных трудов, включая 5 научных монографий, и получивший 16 патентов на разработки по рассматриваемой тематике.

Известный российско-израильский изобретатель проф. О. Л. Фиговский ведущую роль группы О. Г. Пенского в области математического моделирования поведения цифровых двойников, являющихся психологическими аналогами человека:
...несомненным приоритетом в решении задач математизации общей психологии человека и математизации общих принципов развития социума
обладает научная группа Пермского государственного национального исследовательского университета, возглавляемая проф. О. Г. Пенским

## Награды и премии
- Diploma of Israeli Association of Inventors (2021).
- Медаль «За заслуги» им. Л. Эйлера (2011).
- Почётный работник высшего профессионального образования РФ (2009).
- Лауреат науки Пермского университета (2008).
- Медаль имени А. Нобеля «За вклад в развитие изобретательства» (Российская академия естествознания, 2008).

## Основные работы
О. Г. Пенский — автор 120 научных статей и 35 патентов РФ на изобретения, свидетельств Роспатента и Отраслевого фонда электронных ресурсов науки и образования на компьютерные разработки.

### Книги
- Фиговский О. Л., Пенский О. Г. Будущее начинается сегодня. Этюды о новых тенденциях в науке: научное издание / О. Л. Фиговский, О. Г. Пенский; Перм. гос. нац. исслед. ун-т. Пермь, 2021. 348 с.
- Фиговский О. Л., Пенский О. Г. Люди и роботы Архивная копия от 24 октября 2021 на Wayback Machine. М.: Российский университет дружбы народов (РУДН). 2021. 368 с.
- Пенский О. Г. Математические модели цифровых двойников: учебное пособие. Пермь, изд-во ПГНИУ. 2019. 157 с. https://elibrary.ru/item.asp?id=37370286
- Пенский О. Г. Технические решения строительных артиллерийских орудий: монография. Пермь, изд-во ПГНИУ. 2018. 124 с. https://elibrary.ru/item.asp?id=36401881
- Пенский О. Г., Шарапов Ю. А., Ощепкова Н. В. Математические модели роботов с неабсолютной памятью и приложения моделей. Пермь. Изд-во ПГНИУ. 2018. 310 с. РИНЦ: . РИНЦ: .
- Пенский О. Г. Моделирование импульсно-тепловых машин. Учебное пособие / О. Г. Пенский; М-во образования и науки Рос. Федерации, Перм. гос. нац. исслед. ун-т. Пермь: ПГНИУ, 2016. 148 с. ISBN 978-5-7944-2849-0
- Маланин В. В., Пенский О. Г., Остапенко Е. Н., Черников А. В. Принципиальные схемы и математические модели строительных артиллерийских орудий. Пермь: Перм. нац. гос. ун-т. 2016. 498 с.
- Пенский О. Г., Зонова П. О., Муравьев А. Н. Гипотезы и алгоритмы математической теории исчисления эмоций: монография. ПГУ, 2009. 151 с. Архивная копия от 4 декабря 2018 на Wayback Machine
- Пенский О. Г., Черников К. В. Основы математической теории эмоциональных роботов: монография. Пермь, 2010. 156 с. Архивная копия от 21 июля 2018 на Wayback Machine
- Маланин В. В., Пенский О. Г. Сопряженные модели динамики импульсно-тепловых машин и проникания недеформируемых тел в сплошную среду: монография. Изд.-во Перм. гос. ун-та: Пермь. 2007. 199 с.
- Бартоломей А. А., Григорьев В. Н., Омельчак И. М., Пенский О. Г. Основы импульсной технологии устройства фундаментов. Пермь: Изд-во ПГТУ, 2002. 189 с.

### Избранные статьи

#### по строительным пушкам
- Фиговский О. Л., Пенский О. Г. Математические модели многоствольных строительных артиллерийских орудий // Строительная механика инженерных конструкций и сооружений. М.: РУДН. т. 14 , №6. 2018. С.523–532. http://journals.rudn.ru/structural-mechanics/article/view/20431/16587 Архивная копия от 1 февраля 2019 на Wayback Machine
- Pensky O.G., Kuznetsov A.G. MATHEMATICAL MODELS FOR EXTRACTING PILE FROM THE SOIL WITH THE HELP OF MULTIBARRELED ARTILLERY SYSTEMS // Journal of Computational and Engineering Mathematics. 2018. Т. 5. № 1. С. 14–22. URL: https://elibrary.ru/item.asp?id=32737015
- Malanin V. V., Pensky O. G., Ostapenko E. N., Cernikov A. V. Construction Technology of the Basis of Artillery Guns // Scientific Israel-Technological Advantages. Vol.19, № 2. 2017. PP. 59–64. URL: https://web.archive.org/web/20180815211818/http://sita-journal.com/files/27.01.18/8_Contents_no.2_2017.pdf
- Маланин В. В., Остапенко Е. Н., Пенский О. Г. КОМПЛЕКС ПРОГРАММ ДЛЯ РАСЧЕТА ДИНАМИКИ СТРОИТЕЛЬНЫХ АРТИЛЛЕРИЙСКИХ СИСТЕМ // Современные наукоемкие технологии. 2016. № 3-1. С. 55–59; URL: http://www.top-technologies.ru/ru/article/view?id=35691 Архивная копия от 21 сентября 2020 на Wayback Machine
- Malanin V. V., Ostapenko E. N., Penskii O. G. EXPLOSIVE PILE DRIVERS // Russian Engineering Research 2015. Т. 35. № 9. С. 682–685. URL: https://elibrary.ru/item.asp?id=24963419
- Pensky O. G. ENGINEERING CONSTRUCTION CANNONS: THEORY AND PRACTICE // KSCE Journal of Civil Engineering. Seoul. 2013. Т. 17. № 7. С. 1562–1567. URL: https://link.springer.com/article/10.1007/s12205-013-0185-4 Архивная копия от 20 августа 2018 на Wayback Machine
- Pensky O.G. ENGINEERING CONSTRUCTION CANNONS: THEORY AND PRACTICE // KSCE Journal of Civil Engineering. Seoul. 2013. Т. 17. № 7. С. 1562–1567.URL: https://link.springer.com/article/10.1007/s12205-013-0185-4 Архивная копия от 20 августа 2018 на Wayback Machine
- Chernikov A. V., Penskii O. G. SINKING A STRUCTURAL ELEMENT INTO THE GROUND FROM A WATER-BASED PLATFORM // Russian Engineering Research. 2011. Т. 31. № 10. С. 945–950. URL: https://elibrary.ru/item.asp?id=18011801
- Chernikov A.V., Penskii O.G. SINKING A STRUCTURAL ELEMENT INTO THE GROUND FROM A WATER-BASED PLATFORM // Russian Engineering Research. 2011. Т. 31. № 10. С. 945–950. URL: https://elibrary.ru/item.asp?id=18011801
- Пенский О. Г. АРТИЛЛЕРИЙСКИЙ СТРОИТЕЛЬНЫЙ КОНСТРУКТОР // Вестник машиностроения. 2005. № 7. С. 31–33. URL: https://elibrary.ru/item.asp?id=9132553
- Пенский О. Г. РАСЧЕТ ДИНАМИЧЕСКИХ ХАРАКТЕРИСТИК СОСУДА С СОПЛОМ. ПРЕДНАЗНАЧЕННОГО ДЛЯ ЗАГЛУБЛЕНИЯ СТРОИТЕЛЬНЫХ ЭЛЕМЕНТОВ В ГРУНТ// Известия высших учебных заведений. Машиностроение. 2005. № 1. С. 47–50. URL: https://elibrary.ru/item.asp?id=9135907
- Pensky О. G. CALCULATION OF DYNAMIC CHARACTERISTICS OF NOZZLED VESSEL DESIGNED FOR DEEPENING OF CONSTRUCTION ELEMENTS INTO GROUND// Вестник машиностроения. 2005. № 4. С. 83–85. URL: https://elibrary.ru/item.asp?id=9133916
- Penskii O.G. PRACTICE AND THEORY OF USE OF RECOILING ARTILLERY CANNONS FOR THE EMBEDMENT OF STRUCTURAL COMPONENTS // Soil Mechanics and Foundation Engineering. 2004. Т. 41. № 5. С. 162–167. URL: https://elibrary.ru/item.asp?id=13472329

#### по роботам — психологическим аналогам человека
- Ощепкова Н. В., Пенский О. Г. Математические модели динамики интереса эмоциональных роботов к медиа-проектам // Искусственный интеллект и принятие решений. № 1. 2022  С. 19–25.
- Пенский О. Г., Анисимова С. И. Математические модели коэффициентов влияния роботов друг на друга Архивная копия от 27 июня 2020 на Wayback Machine // Polish Journal of Science.  № 28, 2020, vol. 1. Pp. 22–27.
- Пенский О. Г. Математические модели диалектики виртуального мира // Вестник Пермского университета. Математика. Механика. Информатика. Вып. 2(45). 2019. С. 27 — 35.
- Пенский О. Алгоритм наполнения иерархических структур эмоциональных роботов. Мягкий и жесткий гипноз // International independent scientific journal Архивная копия от 13 августа 2020 на Wayback Machine. №15 2020 Архивная копия от 23 января 2021 на Wayback Machine. Vol. 1. С. 5–33.
- Фиговский О. Л., Пенский О. Г. Математические модели и алгоритмы интуиции, озарений и гипноза роботов Архивная копия от 28 февраля 2021 на Wayback Machine // Инженерный вестник Дона» Архивная копия от 2 мая 2020 на Wayback Machine. № 5, 2020.
- Пенский О. Г., Кузнецов А. Г., Ощепкова Н. В. Математическая модель и алгоритм накопления информации роботом с неабсолютной памятью // Вестник Южно-Уральского государственного университета. Серия: Компьютерные технологии, управление, радиоэлектроника. 2018. Т. 18. № 2. С. 142–148. URL: https://elibrary.ru/item.asp?id=34901438
- Pensky O.G. Mathematical Model of Efficient Formation of Public Consciousness by Mass Media // Journal «Scientific Israel — Technological Advantages». Vol.20, № 1, 2018. PP. 55–63.
- Pensky O. Mathematical Models of «Mental Diseases» of Robots // IJISM — International Journal of Innovation in Science and Mathematics. 2015. Volume 3. Issue 2. PP. 131–133. URL: http://www.ijism.org/index.php?option=com_jresearch&view=publication&task=show&id=152&Itemid=171 Архивная копия от 20 августа 2018 на Wayback Machine
- Pensky Oleg G., Michailov Vladimir O., Chernikov Kirill V. Mathematical Models of Receptivity of a Robot and a Human to Education // Intelligent Control and Automation. USA 2014. Vol.5 No.3 PP. 97–101. URL: http://www.scirp.org/journal/PaperInformation.aspx?PaperID=48454 Архивная копия от 20 августа 2018 на Wayback Machine
- Pensky Oleg G. , Sharapov Yuriy A., Chernikov Kirill V. Mathematical Models of Emotional Robots with a Non-Absolute Memory// Intelligent Control and Automation. USA. 2013. Vol.4 No. 2 PP. 115–121. URL: http://www.scirp.org/journal/PaperInformation.aspx?PaperID=31730 Архивная копия от 24 апреля 2021 на Wayback Machine
- Пенский О. Г., Черников К. В. МАТЕМАТИЧЕСКИЕ МОДЕЛИ ПСИХОЛОГИЧЕСКИХ УСТАНОВОК РОБОТОВ // Искусственный интеллект и принятие решений. РАН. 2013. № 2. С. 63–67. URL: https://elibrary.ru/item.asp?id=19112896

#### научно-популярные статьи
- Пенский О. Г. «Интерес существует, но не всегда присутствуют необходимые современные знания» Архивная копия от 2 декабря 2020 на Wayback Machine // Занимательная робототехника. 31.10.2020.
- Фиговский О. Л., Пенский О. Г. Что сулит нам союз роботов и людей? Архивная копия от 4 июня 2020 на Wayback Machine // Веб-журнал "Клуб Крылья" (Schwingen.net) Архивная копия от 19 мая 2020 на Wayback Machine. 4.06.2020.
- Фиговский О. Л., Пенский О. Г. Роботы и человек Архивная копия от 26 мая 2020 на Wayback Machine // Наука и жизнь Израиля. 26.05.2020.
- Фиговский О. Л., Пенский О. Г. Математические модели и алгоритмы интуиции и озарений эмоциональных роботов с неабсолютной памятью Архивная копия от 1 апреля 2020 на Wayback Machine // Наука и жизнь Израиля. 29.03.2020.
- Фиговский О. Л., Пенский О. Г. Роботы, цифровые двойники человека, модели диалектики социума и экономики Архивная копия от 2 марта 2020 на Wayback Machine  // Наука и жизнь Израиля. 26.02.2020.

- Пенский О. Г. Если ты автор компьютерных разработок // Живая математика: познавательный журнал для молодежи и юношества. Пермь. 2008, №1. С. 23.
- Пенский О. Г. От математики к мирным артиллерийским орудиям // Живая математика: познавательный журнал для молодежи и юношества.  Пермь. 2008, №2. С. 22–23.
- Пенский О. Г. От эмоций до математики // Живая математика: познавательный журнал для молодежи и юношества.  Пермь. 2008, №3. С. 24–25.

## Избранные патенты
- Способ извлечения строительных элементов из грунта с помощью многоствольных артиллерийских орудий. Шестаков Е. С., Мазеина Н. Н., Пенский О. Г. № охранного документа 0002551042. 07.05.2018.
- Устройство дистанционной доставки жидких дезактивирующих химических веществ в место поражения вредными химическими веществами. Пенский О. Г., Черников А. В., Чечулин В. Л. № охранного документа 0002538860. 10.01.2015.
- Поршень-забойник для двуствольного строительного артиллерийского орудия. Пенский О. Г. № охранного документа 0002543000. 27.02.2015.
- Способ размещения артиллерийских орудий в многоствольной строительной артиллерийской системе. Пенский О. Г., Остапенко Е. Н.,  Маланин В. В. № охранного документа 0002551042. 20.05.2015.
- Дальнобойное орудие. Черников А. В., Пенский О. Г., Остапенко Е. Н. № охранного документа. 0002518791. 10.06.2014.
- Поршень-забойник для застреливания строительных элементов из артиллерийских орудий. Маланин В. В., Яковлев В. И., Русаков С. В., Пенский О. Г. Патент на изобретение RUS 2368732 28.05.2008.
- Установка для погружения в грунт строительных элементов. Маланин В. В., Пенский О. Г., Проничев А. А., Ракко А. Ю. Патент на изобретение RUS 2348757 19.09.2007.
- Газодинамическое строительное артиллерийское орудие. Маланин В. В., Яковлев В. И., Русаков С. В., Пенский О. Г. Патент на изобретение RUS 2371546 28.05.2008.
- Поршень-забойник для застреливания свай в грунт. Маланин В. В., Пенский О. Г., Русаков С. В. Патент на изобретение RUS 2310041 10.05.2006.
- Поршень-забойник. Маланин В. В., Пенский О. Г., Русаков С. В. Патент на полезную модель RUS 70669 25.07.2007.
- Установка для застреливания строительных элементов в грунт. Маланин В. В., Пенский О. Г., Русаков С. В. Патент на полезную модель RUS 69530 25.07.2007.
- Способ закрепления трубопровода выстреливаемыми анкерами и поршень-забойник для осуществления способа. Маланин В. В., Пенский О. Г., Русаков С. В. Патент на изобретение RUS 2303738 26.02.2006.